# 本和気駅
本和気駅（ほんわけえき）は岡山県和気郡和気町和気に位置していた同和鉱業片上鉄道線の駅（廃駅）である。

## 歴史
- 1924年（大正13年）8月31日：開業。
  - 当時の所在地表示は岡山県和気郡和気町和気であった。
- 1953年（昭和28年）4月1日：和気町（第2次）成立に伴い、所在地表示が岡山県和気郡和気町和気になる。
- 1984年（昭和59年）4月1日：無人駅化。
- 1991年（平成3年）7月1日：路線廃止に伴い廃駅。
- 2003年（平成15年）11月24日：廃線跡が岡山県道703号備前柵原自転車道線（通称：片鉄ロマン街道）として整備。

## 駅構造
1面1線の無人駅で、かつては交換可能駅であった。

## 駅周辺
駅周辺は古くからの市街地となっており、人々で賑わっていた。
- 旧和気町立和気小学校 - 学校統廃合により2017年3月に閉校[1][2]。2022年に環太平洋大学による「夢の学校」プロジェクトが当校で開かれ、1日限定で授業が行われた[2]。
- 和気幼稚園（閉鎖）
- 北川病院
- 国土交通省岡山河川事務所 吉井川上流出張所
- エスペランスわけ - 老人福祉施設
- イモリ岩
- 和気橋

## 廃止後
ホームおよび駅舎は撤去され、跡地には駅名標（レプリカ）が設置されている。

## 隣の駅
同和鉱業
片上鉄道線
和気駅 - 本和気駅 - 益原駅